# ونمند
ونمند (به انگلیسی: Venmanad) یک زیستگاه انسانی در هند است که در Thrissur district واقع شده‌است.

## خصوصیات
ونمند ۹٬۶۸۷ نفر جمعیت دارد.